# استرتون ان لو فیلد
استرتون ان لو فیلد (به انگلیسی: Stretton en le Field) یک روستا و محله مدنی در بریتانیا است که در North West Leicestershire واقع شده‌است. استرتون ان لو فیلد ۳۶ نفر جمعیت دارد.